# Sad al-Hauti
Sad al-Hauti, Sa'ad Al-Houti (arab. ‏سعد الحوطي‎; ur. 24 maja 1954) – piłkarz z Kuwejtu, reprezentant kraju.
W 1982 został powołany przez trenera Carlosa Alberto Parreirę na Mistrzostwa Świata 1982, gdzie reprezentacja Kuwejtu odpadła w fazie grupowej.